# Скрайніва
Скрайніва (пол. Skrajniwa) — село в Польщі, у гміні Лелюв Ченстоховського повіту Сілезького воєводства.
Населення — 109 осіб (2011).
У 1975-1998 роках село належало до Ченстоховського воєводства.

## Демографія
Демографічна структура станом на 31 березня 2011 року:
|          | Загалом | Допрацездатний вік | Працездатний вік | Постпрацездатний вік |
| -------- | ------- | ------------------ | ---------------- | -------------------- |
| Чоловіки | 52      | 11                 | 34               | 7                    |
| Жінки    | 57      | 9                  | 29               | 19                   |
| Разом    | 109     | 20                 | 63               | 26                   |